# Chaetolepis cufodontisii
Chaetolepis cufodontisii es una especie  de planta fanerógama pertenecientes a la familia Melastomataceae. Es originaria de Costa Rica.

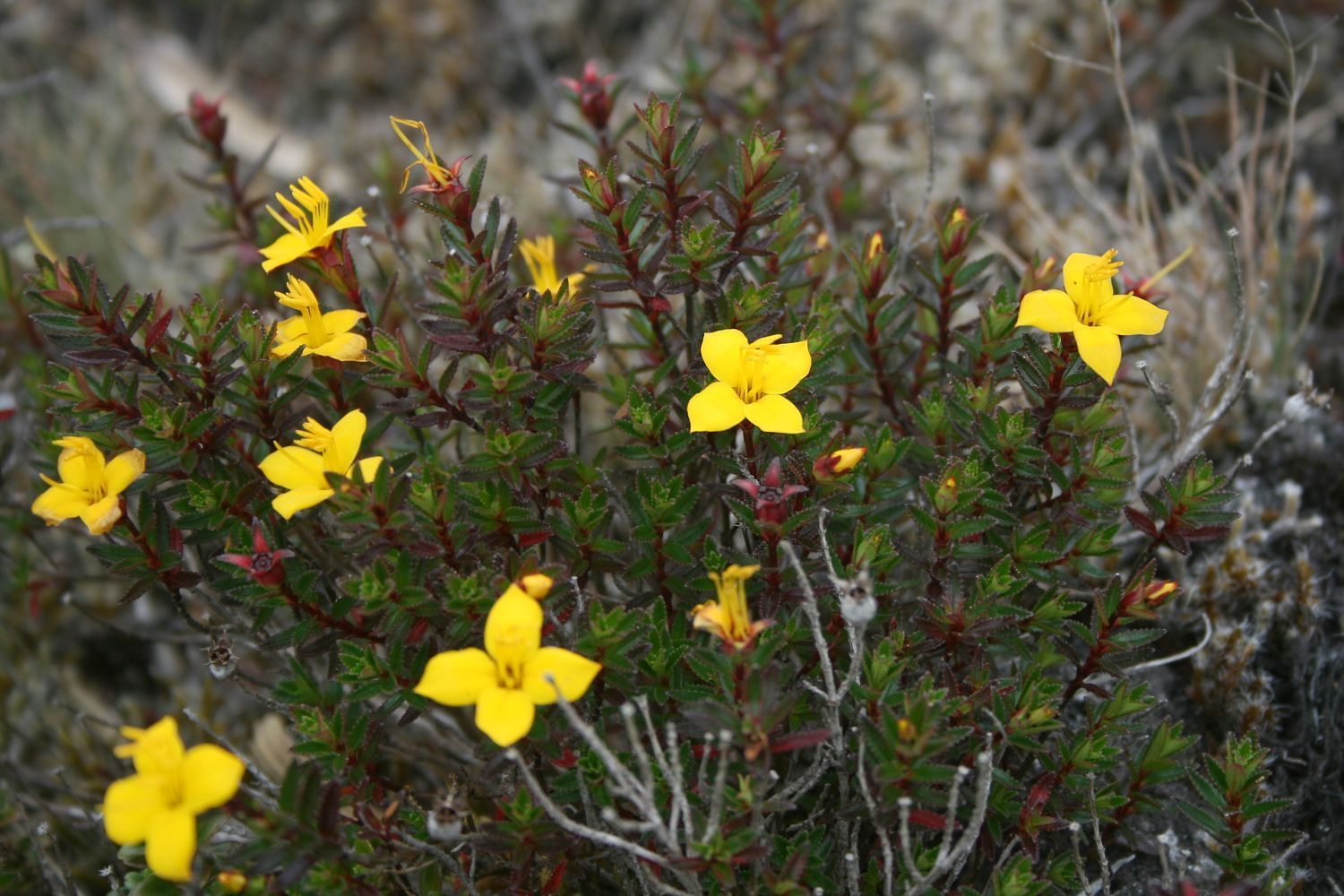
Vista de la planta.

## Descripción
Son subarbustos que alcanzan un tamaño de 15-35 cm de altura, erectos, densamente ramificados. Las ramas densamente foliosas con entrenudos cortos y nudos setosos. Las hojas de 4-10 × 1-4 mm, linear-oblongas, 3-nervias, el haz glabro, el envés con la nervadura media elevada, diminutamente punteado y glabro o con unos cuantos tricomas patentes sobre la nervadura media, los márgenes serrados. Hipanto maduro 4-6 × 3-5 mm, glabro o distalmente cubierto esparcidamente con tricomas lisos en el receptáculo o cerca de él alternando con los lobos del cáliz; lobos del cáliz 2.5-4 mm, ciliados, por lo demás glabros. Pétalos 9-10 × 5-6 mm, amarillos. Anteras 3.5-4 mm, lineares a linear-subuladas, amarillas. Tiene un número de cromosomas de 2 n =18. 

## Distribución y hábitat
Se encuentra en las orillas rocosas, laderas de acantilados, y espesuras en Costa Rica.

## Taxonomía
Chaetolepis cufodontisii fue descrita por Paul Carpenter Standley y publicado en Publications of the Field Museum of Natural History, Botanical Series 18(3): 792–793. 1938.